# کرینز (گروه موسیقی)
کرینز (به انگلیسی: Cranes) گروهٔ موسیقی راک بریتانیایی می‌باشد که در سال ۱۹۸۵ به‌وجود آمد.

## ترانه‌شناسی

### آلبوم‌ها
- بال‌های شادی (۹ سپتامبر ۱۹۹۱) - دیدیکیت/آرسی‌ای
- تا ابد (۲۶ آوریل ۱۹۹۳) - دیدیکیت/آرسی‌ای
- دوست‌داشتنی (۱۲ سپتامبر ۱۹۹۴) - دیدیکیت/اریستا
- تراژدی اورستس و الکترا (نسخهٔ محدود) (مهٔ ۱۹۹۶) - دیدیکیت/اریستا
- چهار نفر (فوریهٔ ۱۹۹۷) - دیدیکیت/اریستا
- آهنگ‌های آینده (ژوئن ۲۰۰۱) - دادافونیک
- ذرات و امواج (۲۰۰۴) - دادافونیک
- کرینز (۲۰۰۸) - دادافونیک
- فیوز (چاپ مجدد) (۲۰۲۴) - دادافونیک